# Autechaux-Roide
Ne doit pas être confondu avec Autechaux.
Autechaux-Roide est une commune française située dans le département du Doubs, la région culturelle et historique de Franche-Comté et la région administrative Bourgogne-Franche-Comté.

## Géographie

### Climat
Pour des articles plus généraux, voir Climat de la Bourgogne-Franche-Comté et Climat du Doubs.
En 2010, le climat de la commune est de type climat de montagne, selon une étude du Centre national de la recherche scientifique s'appuyant sur une série de données couvrant la période 1971-2000. En 2020, Météo-France publie une typologie des climats de la France métropolitaine dans laquelle la commune est dans une zone de transition entre le climat semi-continental et le climat de montagne et est dans la région climatique Jura, caractérisée par une forte pluviométrie en toutes saisons (1 000 à 1 500 mm/an), des hivers rigoureux et un ensoleillement médiocre.
Pour la période 1971-2000, la température annuelle moyenne est de 9,3 °C, avec une amplitude thermique annuelle de 17,2 °C. Le cumul annuel moyen de précipitations est de 1 443 mm, avec 12,9 jours de précipitations en janvier et 10,9 jours en juillet. Pour la période 1991-2020, la température moyenne annuelle observée sur la station météorologique de Météo-France la plus proche, « Saint-Dizier-L'eveque_sapc », sur la commune de Saint-Dizier-l'Évêque à 14 km à vol d'oiseau, est de 10,1 °C et le cumul annuel moyen de précipitations est de 1 099,4 mm. 
La température maximale relevée sur cette station est de 37 °C, atteinte le 13 août 2003 ; la température minimale est de −17,4 °C, atteinte le 20 décembre 2009,,.
Les paramètres climatiques de la commune ont été estimés pour le milieu du siècle (2041-2070) selon différents scénarios d'émission de gaz à effet de serre à partir des nouvelles projections climatiques de référence DRIAS-2020. Ils sont consultables sur un site dédié publié par Météo-France en novembre 2022.

## Urbanisme

### Typologie
Au 1er janvier 2024, Autechaux-Roide est catégorisée commune rurale à habitat dispersé, selon la nouvelle grille communale de densité à 7 niveaux définie par l'Insee en 2022.
Elle appartient à l'unité urbaine de Pont-de-Roide-Vermondans, une agglomération intra-départementale dont elle est une commune de la banlieue,. Par ailleurs la commune fait partie de l'aire d'attraction de Montbéliard, dont elle est une commune de la couronne,. Cette aire, qui regroupe 137 communes, est catégorisée dans les aires de 50 000 à moins de 200 000 habitants,.

### Occupation des sols
L'occupation des sols de la commune, telle qu'elle ressort de la base de données européenne d’occupation biophysique des sols Corine Land Cover (CLC), est marquée par l'importance des forêts et milieux semi-naturels (52 % en 2018), une proportion sensiblement équivalente à celle de 1990 (51,6 %). La répartition détaillée en 2018 est la suivante : 
forêts (52 %), prairies (21,9 %), terres arables (11,3 %), zones urbanisées (8,5 %), cultures permanentes (4 %), zones agricoles hétérogènes (2,4 %). L'évolution de l’occupation des sols de la commune et de ses infrastructures peut être observée sur les différentes représentations cartographiques du territoire : la carte de Cassini (XVIIIe siècle), la carte d'état-major (1820-1866) et les cartes ou photos aériennes de l'IGN pour la période actuelle (1950 à aujourd'hui).

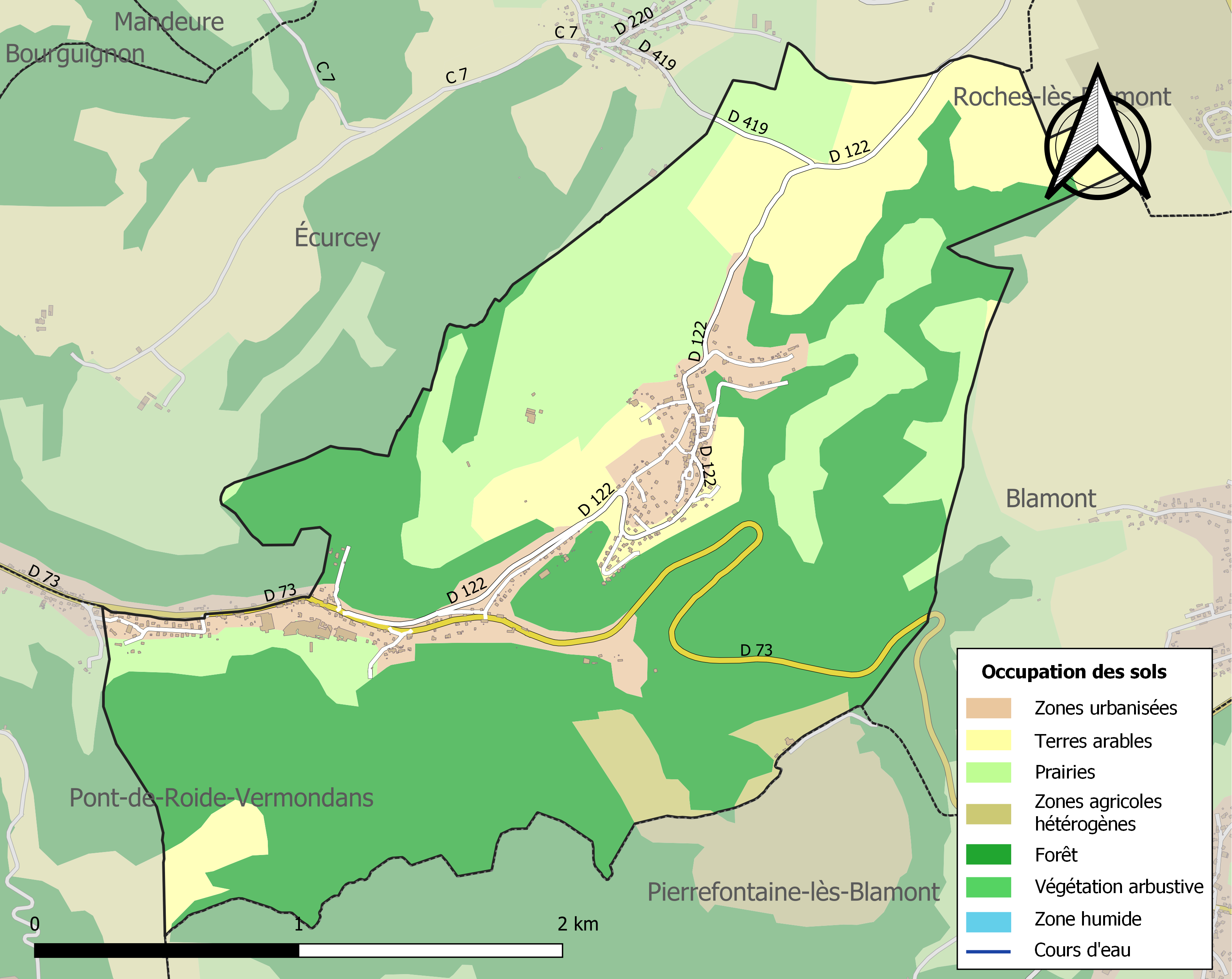
Carte des infrastructures et de l'occupation des sols de la commune en 2018 (CLC).

## Toponymie
Altechaul en 1311 ; Autechal en 1396 ; Aultechault en 1507 ; Haultechaulx en 1544 ; Adechaux en 1619 ; Atechauld ou Audechaux ou Autechaux en 1699 ; devient Autechaux-Roide par décret du 24 janvier 1922.

## Histoire

Blason : Parti de gueules et d'or, à la roue dentée de douze pièces de l'un en l'autre.

## Politique et administration
| Période                                  | Période                   | Identité                                        | Étiquette | Qualité         |
| ---------------------------------------- | ------------------------- | ----------------------------------------------- | --------- | --------------- |
| mars 1989                                | mars 2008                 | Bruno Paggetti                                  |           |                 |
| mars 2008                                | En cours (au 20 mai 2020) | Pascal Tournoux, Réélu pour le mandat 2020-2026 | DVG       | Agent technique |
| Les données manquantes sont à compléter. |                           |                                                 |           |                 |

## Démographie
Les habitants sont nommés les Autechaliens
L'évolution du nombre d'habitants est connue à travers les recensements de la population effectués dans la commune depuis 1793. Pour les communes de moins de 10 000 habitants, une enquête de recensement portant sur toute la population est réalisée tous les cinq ans, les populations de référence des années intermédiaires étant quant à elles estimées par interpolation ou extrapolation. Pour la commune, le premier recensement exhaustif entrant dans le cadre du nouveau dispositif a été réalisé en 2007.

En 2022, la commune comptait 497 habitants, en évolution de −5,87 % par rapport à 2016 (Doubs : +1,88 %, France hors Mayotte : +2,11 %).
| 1793 | 1800 | 1806 | 1821 | 1831 | 1836 | 1841 | 1846 | 1851 |
| ---- | ---- | ---- | ---- | ---- | ---- | ---- | ---- | ---- |
| 176  | 193  | 212  | 215  | 293  | 309  | 300  | 305  | 271  |

| 1856 | 1861 | 1866 | 1872 | 1876 | 1881 | 1886 | 1891 | 1896 |
| ---- | ---- | ---- | ---- | ---- | ---- | ---- | ---- | ---- |
| 262  | 273  | 295  | 265  | 283  | 330  | 294  | 259  | 248  |

| 1901 | 1906 | 1911 | 1921 | 1926 | 1931 | 1936 | 1946 | 1954 |
| ---- | ---- | ---- | ---- | ---- | ---- | ---- | ---- | ---- |
| 238  | 236  | 222  | 248  | 241  | 241  | 222  | 258  | 288  |

| 1962 | 1968 | 1975 | 1982 | 1990 | 1999 | 2006 | 2007 | 2012 |
| ---- | ---- | ---- | ---- | ---- | ---- | ---- | ---- | ---- |
| 315  | 348  | 518  | 560  | 541  | 546  | 565  | 568  | 550  |

| 2017 | 2022 | - | - | - | - | - | - | - |
| ---- | ---- | - | - | - | - | - | - | - |
| 523  | 497  | - | - | - | - | - | - | - |

## Culture locale et patrimoine

### Lieux et monuments
- Monument aux morts (1914-1918).
- Le temple luthérien.
- L'église Saint-Férréol et Saint-Fergeux.